# Zoltán Dróth
Zoltán Dróth (Győr, 14 settembre 1988) è un giocatore di calcio a 5 ungherese.

## Carriera
Dróth ha debuttato nella nazionale maschile di calcio a 5 dell'Ungheria nel 2009. Il 9 ottobre 2023 realizza la sua centesima rete con la selezione magiara durante la partita contro la Svezia terminata 2-2.